# Callionymus whiteheadi
Callionymus whiteheadi, tên thông thường là cá đàn lia Whiteheadi, là một loài cá biển thuộc chi Callionymus trong họ Cá đàn lia.

## Phân bố và môi trường sống
C. whiteheadi có phạm vi phân bố ở Tây Thái Bình Dương. Loài cá này chỉ được tìm thấy ở Indonesia (tại Java, quần đảo Kangean và Bali). C. whiteheadi sống trên đáy cát, được ghi nhận ở độ sâu từ 100 đến 220 m.